# 氟硼酸亚铁
氟硼酸亚铁是一种无机化合物，化学式为Fe(BF4)2。它可由铁和氟硼酸反应制得，从溶液中可析出六水合物。它在空气中加热至180 °C可以分解为FeF2和Fe2F4O。
六水合物在274 K发生相变。